# Kobylniki (województwo kujawsko-pomorskie)
Kobylniki – wieś w Polsce, położona w województwie kujawsko-pomorskim, nad jeziorem Gopło, w powiecie inowrocławskim, w gminie Kruszwica.

## Podział administracyjny
W latach 1975–1998 miejscowość administracyjnie należała do województwa bydgoskiego.

## Demografia
Według Narodowego Spisu Powszechnego (2011) wieś liczyła 696 mieszkańców. Jest największą miejscowością gminy Kruszwica.

## Historia
Od pierwszej ćwierci XIX wieku, prawdopodobnie od roku 1813, wieś była własnością niemieckiego rodu ziemiańskiego Von Wilamowitz-Moellendorff. Ród był także właścicielem innych dóbr na Kujawach, obejmujących m.in.: Markowice, Bożejewice, Wymysłowice, Łagiewniki i Rożniaty.
W 2020 zatwierdzono włączenie budowy w Kobylnikach nowego mostu na Noteci do rządowego programu „Mosty dla regionów”, w ramach którego rząd sfinansował 80% kosztów budowy przeprawy, szacowanych pierwotnie na 16 mln zł, a wynoszących ostatecznie niemal 10,4 mln zł. Zbudowany przez tczewską firm Want obiekt stanie się w przyszłości częścią obwodnicy Kruszwicy w ciągu drogi krajowej 62. Oddanie obiektu do użytku nastąpiło 12 listopada 2021.

## Zabytki
Według rejestru zabytków NID na listę zabytków wpisany jest zespół pałacowy z XIX-XX w., nr rej.: A/1460 z 18.12.1981:
- Pałac w Kobylnikach z około 1900. W pałacu znajduje się hotel oraz stadnina koni.
- oficyny (rządcówka i budynek biurowy) z XVIII/XIX w.
- dwa spichrze z pierwszej połowy XIX w.
- park z połowy XIX w.